# Дубилет, Моисей Иосифович
Моисей (Мойше) Иосифович Дубилет (1897—1941) — советский еврейский литературный критик.

## Биография
Моисей Дубилет родился 18 июля 1897 года в Херсонской губернии. С 6 лет посещал хедер, затем поступил в ешибот. С 1914 года учился в Одессе на педагогических курсах. После Октябрьской революции записался в красногвардейский отряд, но вскоре заболел тифом и был освобождён от военной службы. Переехал в Елизаветград, работал учителем в «Талмуд-торе». Затем работал директором трудовой школы в Виннице.
В 1924—1926 годах учился в Одесском педагогическом институте. В 1930-х годах учился в аспирантуре Института еврейской пролетарской культуры при ВУАН. Защитил диссертацию на соискание учёной степени кандидата филологических наук. Она была посвящена творчеству Давида Бергельсона. В 1930—1941 годах — научный сотрудник Института еврейской культуры. Занимался исследованием и публикацией произведений классиков еврейской литературы.
Начал печататься с 1924 года. Писал статьи и рецензии на произведения еврейских писателей. В 1930-х годах его статьи публиковались в газетах «Дер Штерн» (Харьков-Киев), «Дер Эмес» (Москва), журналах «Фармест» и «Советише Литератур» (Киев), «Штерн» (Минск). В 1939 году издал в киеве сборник «Критише артиклей» («Критические заметки»), в который вошли такие его статьи как «Исроэль Аксенфельд», «Основные черты реализма Шолом-Алейхема», «Как работал Шолом-Алейхем» и другие. Писал учебники по еврейской литературе для школьников («Литературная хрестоматия для 8-го класса» и другие). С 1940 года состоял в Союзе писателей.
После начала Великой Отечественной войны пошёл в народное ополчение. Погиб 18 сентября 1941 года в ходе обороны Киева. Архивы Дубилета хранятся в Институте иудаики в Киеве.

## Сочинения
- Дубилет М. И. Критические заметки : на евр. яз. / М. И. Дубилет. – Киев : Укргоснацмениздат, 1939. – 144 с.
- Дубилет М. И. Литературная хрестоматия для 8 класса еврейских школ / М. И. Дубилет. – Киев : Укргоснацмениздат, 1939.
- Дубилет М. И. На литературные темы. Статьи и рецензии. [Пер. с евр. Авт. вступит. статьи Г. Полянкер]. Киев, «Рад. письменник», 1971. 132 с.

## Семья
- Жена — Удя (Адель) Левина[1].
- Сын — Иосиф. Погиб на войне[1].